# Los enemigos
Los enemigos es una película filmada en colores de Argentina dirigida por Eduardo Calcagno según  Alan Pauls sobre una idea de Eduardo Calcagno que se estrenó el 18 de agosto de 1983 y que tuvo como protagonistas a Ulises Dumont, Nelly Prono, Mirta Busnelli y Mario Luciani.

## Sinopsis
Una madre despótica, un hijo inseguro e inestable y una joven pareja espiada y juzgada.

## Reparto
- Ulises Dumont …Carlos María Coria
- Nelly Prono …Serafina de Coria
- Mirta Busnelli …Ana
- Mario Luciani …Gorriti
- Esther Goris …Herminia
- Rolando Candino ...Pareja joven
- Patricia Etcheverry …Pareja joven
- Walter Soubrié …Gerente funeraria
- Márgara Alonso …Adela
- Max Berliner …Padre Rafael
- Fernanda Mistral …Nelly
- Sergio Renán …Él mismo
- Miguel Ángel Solá … Vendedor librería (cameo)
- Pepe Soriano …Él mismo
- Ludovica Squirru …Mujer histérica
- Juan Leyrado …Joven en boca de subterráneo
- Claudio Gallardou …Joven en fiesta
- Cristian Pauls …Ayudante de dirección
- Antonio Ugo …Camarógrafo
- Vicky Olivares
- Paulino Andrada
- Juan Carlos Allende
- Enrique Grinberg
- Noelle Méndez
- Juan Carlos Ucello
- Fernando Febré
- Patricia Guitelman
- Federico Parrilla
- Oscar Castro
- Miguel Logarzo
- Aldo Ferreti
- Alfredo Suárez

## Premios
- Mención de Honor a Ulises Dumont al mejor actor en el Festival de Cine de San Sebastián por este filme.
- Premio al Mejor actor  a Ulises Dumont en el Festival de Cine Latinoamericano de La Habana de 1983 compartido con Lima Duarte por Sargento Getúlio.
- Premio al Mejor actor a Ulises Dumont en el Festival de Cine Ibérico y Latinoamericano de Biarritz de |983 por este filme.

## Comentarios
Vilma Colina opinó en Convicción:

”La crónica de la violencia cotidiana es el acierto de Los enemigos.”

Carlos Mansilla dijo:

”Acción de Buenos Aires…el abuso de hermetismo en sus alegorías no sólo fractura el discurso narrativo: aleja a veces la asimilación de sus intenciones.”

Manrupe y Portela escriben:

”Buen criuce de lo policial con el voyeurismo y el retrato de opresores y oprimidos bien dirigido y con buenas actuaciones de los protagonistas.”